# Peter III. (Russland)

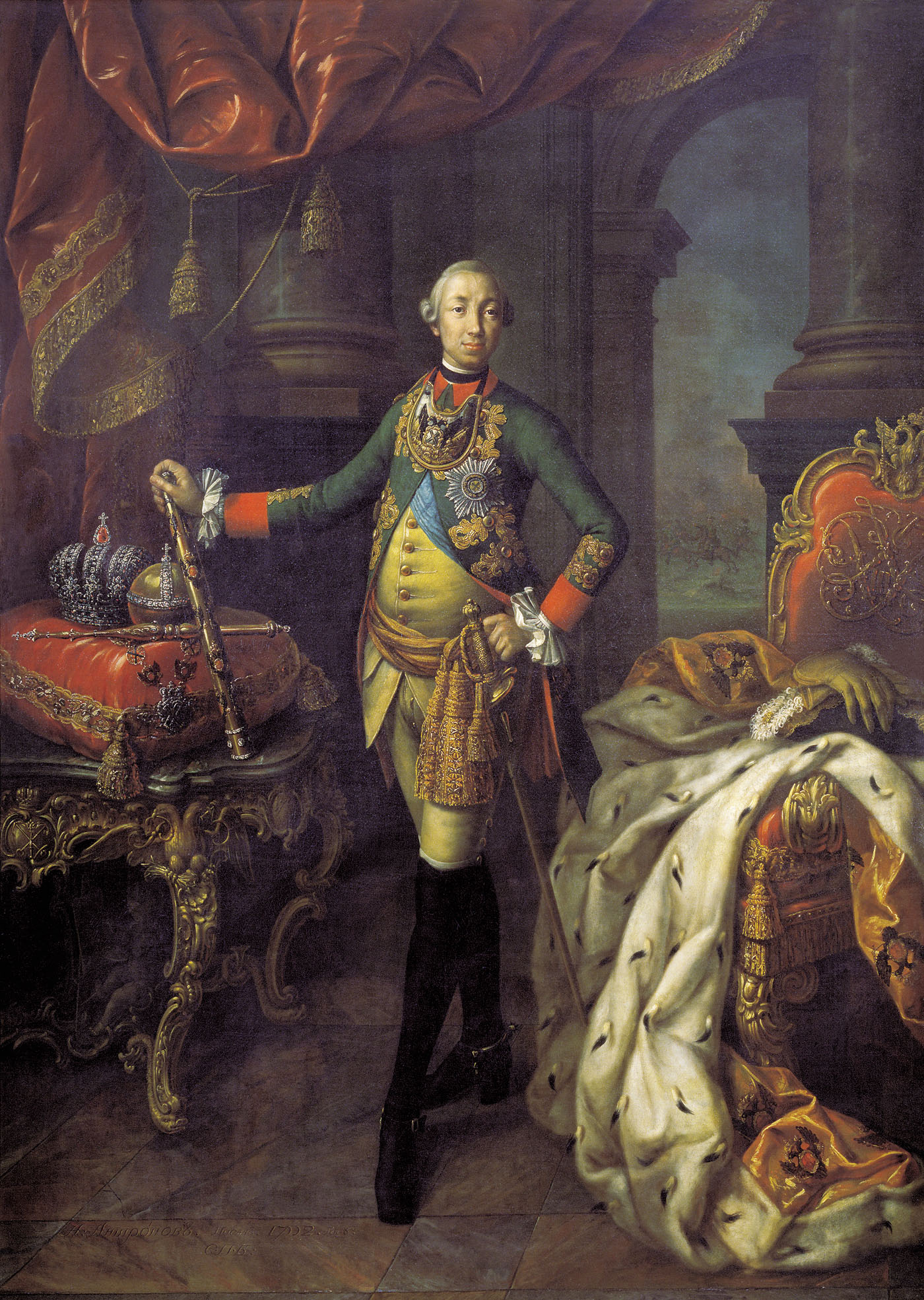
Kaiser Peter III., Gemälde von Alexei Petrowitsch Antropow, 1762.

Peter III. Fjodorowitsch (geboren als Karl Peter Ulrich von Schleswig-Holstein-Gottorf; russisch Пётр III Фёдорович; * 21. Februar 1728 in Kiel; † 6. Julijul. / 17. Juli 1762greg. in Ropscha bei Sankt Petersburg) war im Jahre 1762 sechs Monate lang Kaiser von Russland (25. Dezember 1761jul. / 5. Januar 1762greg.–28. Junijul. / 9. Juli 1762greg.) und von 1739 bis 1762 Herzog von Holstein-Gottorf. Er war der Ehemann der Prinzessin Sophie Auguste von Anhalt-Zerbst-Dornburg, der späteren Kaiserin Katharina II.

## Leben

### Herkunft

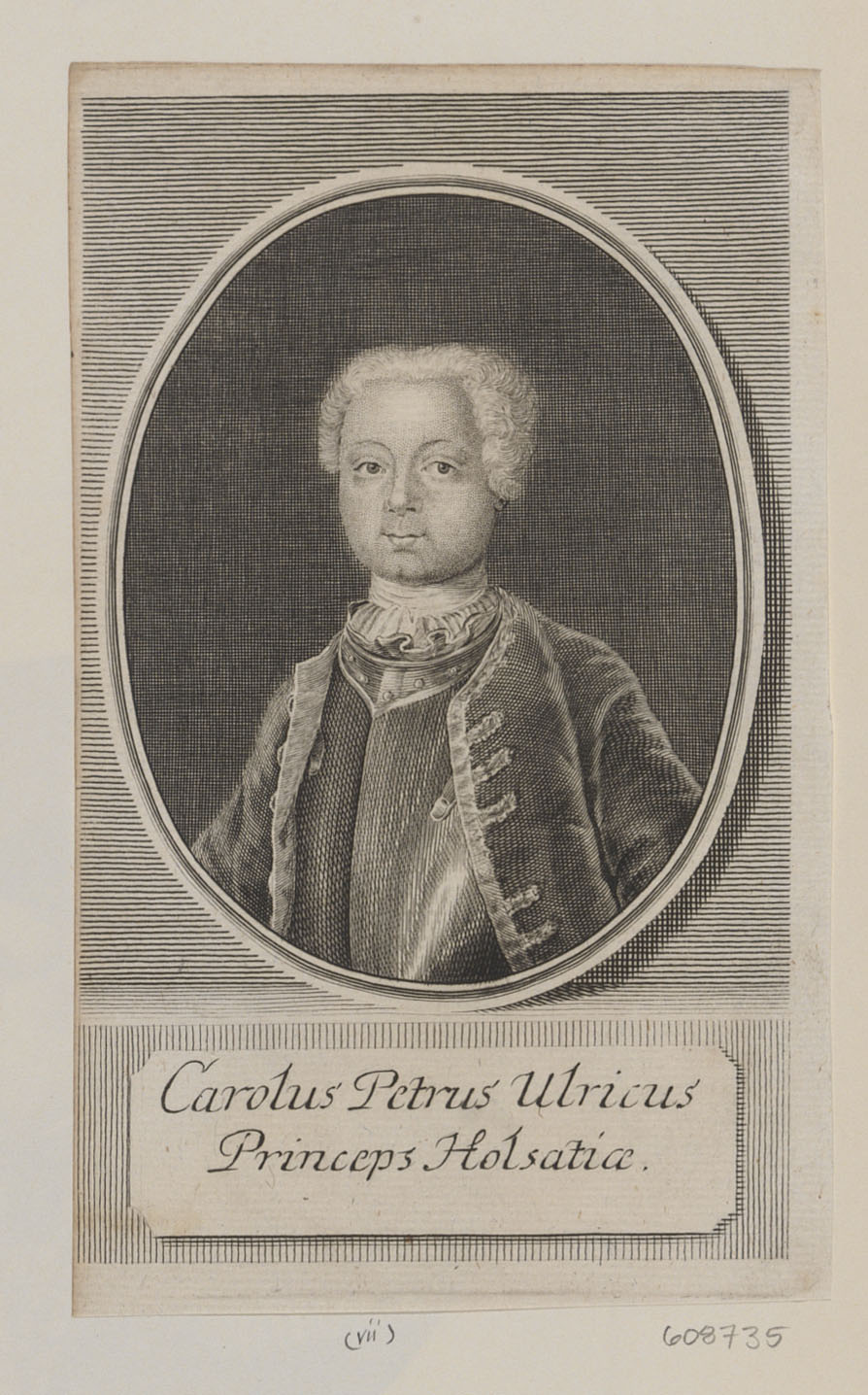
Carolus Petrus Ulricus Princeps Holsatiæ. Gravur von Peter als Kind, 1730er

Karl Peter Ulrich von Schleswig-Holstein-Gottorf war Sohn des Herzogs Karl Friedrich von Schleswig-Holstein-Gottorf und dessen Ehefrau Anna Petrowna, einer Tochter Peters I. und Stammmutter des Hauses Romanow-Holstein-Gottorp. Die zwanzigjährige Mutter starb drei Wochen nach der Geburt ihres Kindes an der Tuberkulose. Nach dem frühen Tod des Vaters im Jahr 1739 wurde das elfjährige Waisenkind Herzog von Holstein-Gottorf, das seit 1713, als es die im Herzogtum Schleswig gelegenen Territorien an die dänische Krone verloren hatte, nur noch einen Rumpfstaat darstellte. In späteren Jahren beklagte sich der Großfürst über die schlechte Behandlung in den Kieler Jahren, insbesondere durch den nach seinen Worten übermäßig strengen Vormund Oberhofmarschall Otto Friedrich von Brümmer (1690–1752, Reichsgraf 1744).

### Russischer Thronfolger

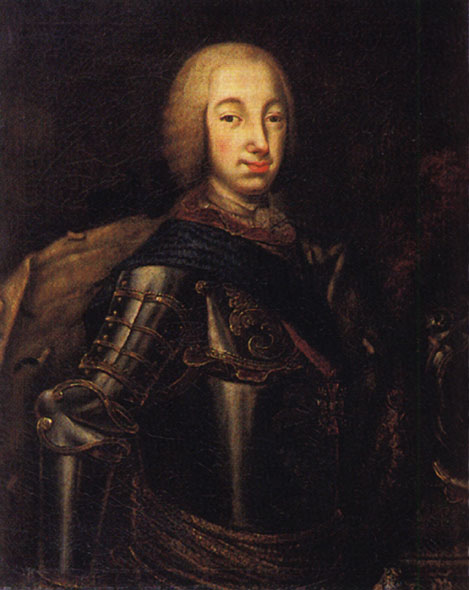
Großfürst Peter Fjodorowitsch, Gemälde von Alexei Petrowitsch Antropow, 1753

Da seine Tante, Kaiserin Elisabeth, keine eigenen Kinder hatte, ernannte sie Peter am 18. November 1742 zum Thronfolger. Er trat zum russisch-orthodoxen Glauben über, nahm den Namen Peter Fjodorowitsch an und wurde Großfürst. Zuvor hatten ihn am 4. November 1742 Teile der schwedischen Stände zum schwedischen Thronfolger gewählt, was Peter ablehnte. Von Anton Ulrich von Braunschweig-Wolfenbüttel († 1775) übernahm er ein Kürassier-Regiment in Riga. Dieser war der Vater des Säuglings-Kaisers Iwan VI., den Elisabeth 1741 abgesetzt hatte. Iwan VI. wurde auf Betreiben der Kaiserin Katharina II. (siehe unten) 1764 ermordet, um ihren Thronbesitz abzusichern.

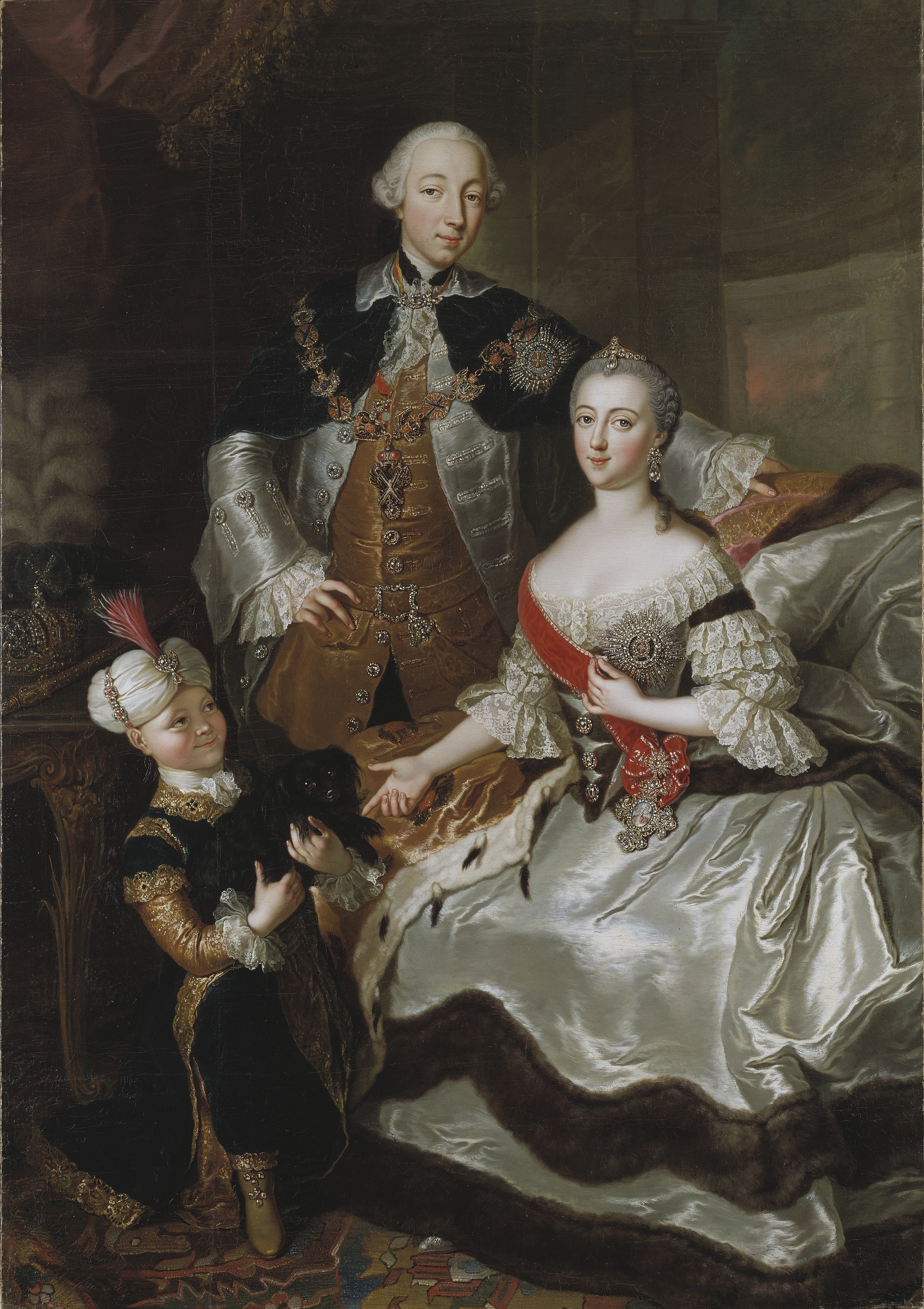
Großfürst Peter Fjodorowitsch mit seiner Frau, Gemälde von Anna Rosina de Gasc, 1756

1745 wurde Peter, inzwischen volljährig, mit Prinzessin Sophie Auguste von Anhalt-Zerbst-Dornburg, der Tochter des Fürsten Christian August von Anhalt zu Zerbst und Johanna Elisabeth von Holstein-Gottorf-Eutin, vermählt, die aus diesem Anlass ebenfalls zum russisch-orthodoxen Glauben konvertierte und den Namen Katharina annahm. Peter hatte seine Gattin – seine Cousine zweiten Grades (also Großnichte seines väterlichen Großvaters) – bereits 1739 im Eutiner Schloss kennengelernt. Aus dieser Ehe gingen der Sohn Paul (1754–1801) – der spätere Kaiser – und die Tochter Anna (1757–1759) hervor, wobei heftig umstritten ist, ob die beiden wirklich von Peter selbst oder aus einer der Affären Katharinas mit Graf Saltykow bzw. Graf Poniatowski stammten. Peter selbst unterhielt ein Liebesverhältnis mit Gräfin Jelisaweta Romanowna Woronzowa (1739–1792), der Nichte des Vizekanzlers Michail Woronzow. Gerüchte am russischen Hof besagten, dass Peter plante, nach seiner Thronbesteigung Katharina aus dem Weg zu räumen, um dann die Mätresse zur neuen Kaiserin zu machen.
Mit seinen holsteinischen Freunden und Beamten wie Johann von Pechlin lebte er meist in Oranienbaum, heute Lomonossow, wo ihm die Kaiserin Elisabeth zur Hochzeit das Schloss von Menschikow geschenkt hatte.
Peter führte einen intensiven Briefwechsel mit Friedrich II. von Preußen, den er glühend verehrte. Er baute sich eine eigene Garde auf, die aus 1.500 deutschen – zumeist holsteinischen – Offizieren und Soldaten bestand. Zudem trug er mit Vorliebe preußische Uniform. Damit zog er sich den Unwillen der Kaiserin zu, die eine tiefe Abneigung gegen Preußen hegte und zeitweilig sogar erwog, Peter bei der Thronfolge zugunsten ihres Großneffen Paul zu übergehen. Im Juni 1757 trat Russland auf der Seite Österreichs und Frankreichs in den Siebenjährigen Krieg ein. In einem Brief an Wilhelm von Fermor, den Oberkommandierenden der russischen Truppen, versuchte Peter eigenmächtig, ihn dennoch zum Einlenken gegenüber den Preußen zu bewegen.

### Regierungsantritt

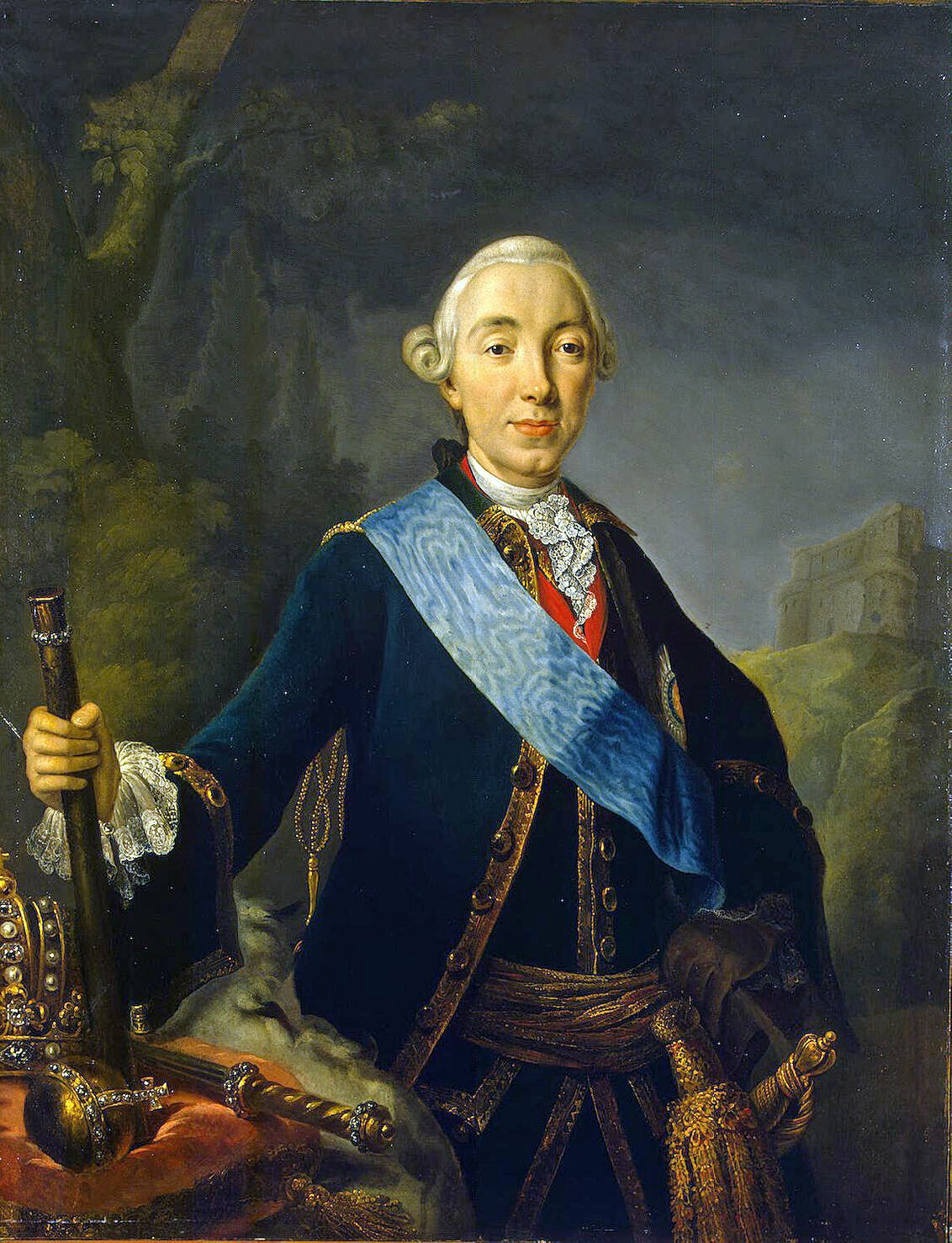
Kaiser Peter III., Gemälde von Lucas Conrad Pfandzelt, 1761

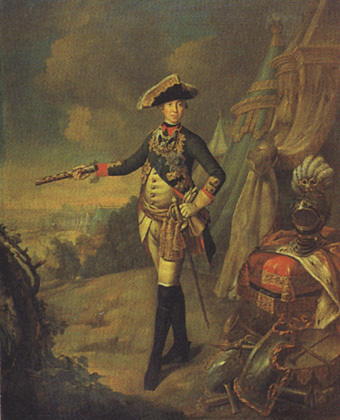
Kaiser Peter III., Gemälde von Alexei Petrowitsch Antropow, 1762

Kaiserin Elisabeth starb am 25. Dezember 1761jul. / 5. Januar 1762greg. und Peter bestieg den Kaiserthron. Sein angeblich ungebührliches Auftreten während der Trauertage verärgerte seine Gattin Katharina und nach deren späteren Angaben auch große Teile des Hofes und des russischen Volkes.
Bei Regierungsantritt erließ der neue Kaiser eine Amnestie für politische Häftlinge. Der schwedische Historiker Magnus Jacob von Crusenstolpe (1795–1865) beschrieb Peter bei Regierungsantritt folgendermaßen:

„… der Großfürst war als inkonsequent und bizarr bekannt gewesen, der Kaiser aber zeigte sich gerecht, geduldig, verträglich und aufgeklärt. Alle höheren Staatsbeamten behielten ihre Ämter. Seinen Feinden verzieh er, auch wenn sie sich gegen ihn höchst unwürdig benommen hatten …“

Peter war, wie erwähnt, ein Bewunderer des preußischen Königs Friedrich II., mit dem sich Russland jedoch im Siebenjährigen Krieg befand. Peter vollzog nun eine außenpolitische Kehrtwende, indem er zuerst am 24. Apriljul. / 5. Mai 1762greg. Frieden mit Preußen schloss und anschließend Friedrich sogar ein Hilfskorps von 15.000 Mann unter General Tschernyschow zur Verfügung stellte. Er selbst wurde Inhaber eines Regiments zu Fuß (1806: No. 13) und zusätzlich von Friedrich II. mit dem Orden vom Schwarzen Adler ausgezeichnet. Oft wird angenommen, dass diese Wendung Preußen vor der sicheren Niederlage rettete (→ „Mirakel des Hauses Brandenburg“). Daneben plante Peter, der weiterhin den herzoglichen Anteil Holsteins in Personalunion mitregierte, auch einen Krieg gegen Dänemark, um die fast fünfzig Jahre zuvor verlorenen Gebiete des Hauses Gottorf zurückzuerobern, und auch ein militärisches Ausgreifen Russlands nach Indien gehörte langfristig zu den Vorhaben des neuen Herrschers. Diese Idee sollte sein Sohn Paul später vergeblich umzusetzen versuchen. Um das russische Heer auf preußischen Standard zu bringen, machte Peter seinen Cousin Georg Ludwig von Schleswig-Holstein-Gottorf, der lange in preußischen Diensten gestanden hatte, zum Generalfeldmarschall und Statthalter von Holstein.
Der neue Kaiser leitete im Innern sogleich ein umfangreiches Reformprogramm ein, das an den Ideen des aufgeklärten Absolutismus orientiert war. Er lockerte das Reiseverbot, traf Maßnahmen zur Belebung des Handels, verbot die Folter und löste die „Geheime Kanzlei“ auf. Er schaffte die Salzsteuer ab und führte als Ersatz eine Luxussteuer für den Adel ein. Peter bereitete überdies ein Gesetz vor, das die Rechte der orthodoxen Kirche beschneiden sollte, und plante die Abschaffung der Leibeigenschaft. Er verkündete Glaubensfreiheit, Uneigennützigkeit der Beamten (ein Versuch, die Korruption zu bekämpfen) und öffentliche Gerichtsverfahren.

### Sturz und Tod

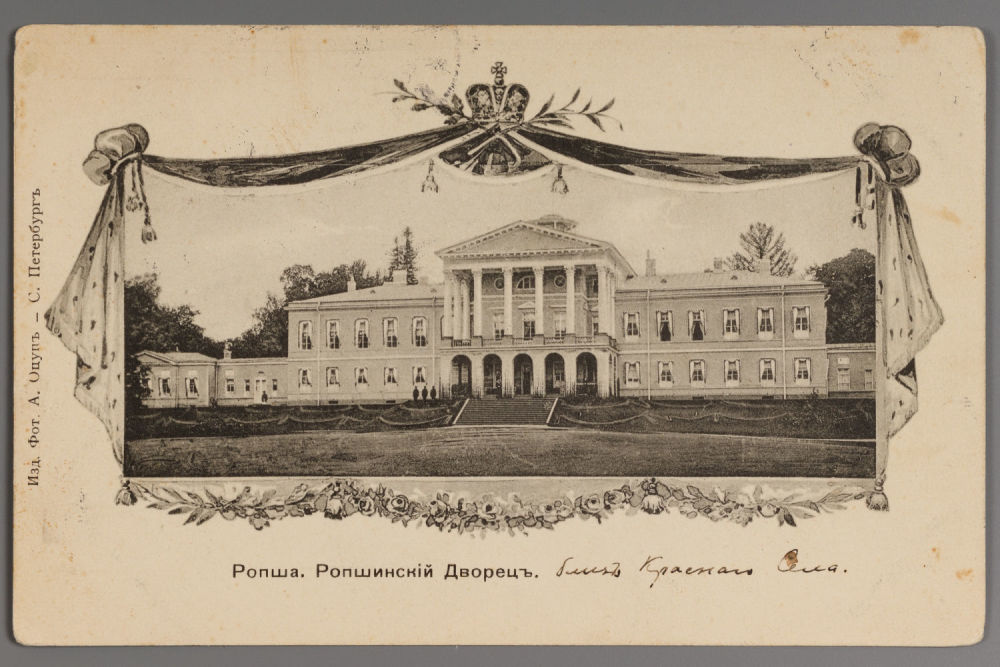
Der Ropscha-Palast, wo Peter III. starb

Es gab kaum politische Gründe für Peters Sturz. Die verbreitete Ansicht, dass der gesamte Adel sich gegen Peter und seine Reformpolitik erhoben habe, ist nachweislich unzutreffend. Die Gardeoffiziere, die den Putsch ausführten, wurden zwar als Grafen und Fürsten tituliert, waren tatsächlich jedoch verarmte Kleinadlige ohne Macht und Besitz. Der Hofadel, der Generalstab sowie die gesamte Regierung waren Peter dagegen bis zum Ende treu. Wider Erwarten war auch die kirchliche Propaganda gegen Peter schwach. Bei den Bauern galt der Kaiser wegen der versprochenen Abschaffung des Leibeigentums der Kirche sogar als „der Befreier“. Folglich reagierte das enttäuschte Volk auf Peters Ermordung in den folgenden Jahren mit gleich fünf Aufständen; der blutigste war der Pugatschow-Aufstand vom September 1773 bis zum Januar 1775 unter Anführung von Jemeljan Pugatschow, der sich als Peter III. ausgab, was dessen Beliebtheit in der einfachen Bevölkerung belegt.
Der Sturz Peters III. war in Wahrheit das Resultat einer Konspiration innerhalb der Familie: Grigori Orlow, mit dem Katharina ein Verhältnis hatte, beseitigte den Ehemann seiner Geliebten, wobei sie ihn zumindest schweigend unterstützte. Da Orlow der Anführer der Garderegimenter war, sah das Geschehen äußerlich wie ein Militärputsch aus.
Am 11. Apriljul. / 22. April 1762greg.brachte Katharina einen Sohn G. Orlows zur Welt – Alexei Bobrinski (1762–1813). Dieses Kind, offiziell natürlich ein Sohn des Kaisers, hätte in der Zukunft Anspruch auf den Thron erheben können und wurde damit zur Gefahr für Peters Sohn Paul. Peter musste etwas unternehmen; die Rede war von einer möglichen Scheidung. In einem Brief an Friedrich II. bat er um einen diesbezüglichen Rat. Am 1. Junijul. / 12. Juni 1762greg. wurde Orlow entlassen und Katharinas Ausweisung nach Deutschland wurde besprochen.
Hinzu kamen besagte Gerüchte um des Kaisers Geliebte Jelisaweta Woronzowa, die als Nachfolgerin Katharinas an der Seite Peters angeblich schon bereitstand; Ironie der Geschichte ist es, dass ihre jüngere Schwester, Jekaterina Woronzowa, in dem nachfolgenden politischen Umsturz eine maßgebliche Rolle innehatte.
Am 28. Junijul. / 9. Juli 1762greg. war dann eine Feier anlässlich des Namenstags von Peter und Paul geplant, bei der Peter seine Entscheidung öffentlich verkünden wollte. Nicht zufällig wählten die Verschwörer daher diesen Tag für ihren Anschlag. Die Brüder Alexei und Grigori Orlow bereiteten in den Wochen zuvor intensiv den Sturz Peters III. vor. Mit Wodka, Drohungen und Geldversprechungen hetzten sie die einfachen Gardisten gegen Peter auf. Sie bestachen die führenden Offiziere von zwei Garderegimentern, die am fraglichen Tag rebellierten. Peter hielt sich zu diesem Zeitpunkt in Oranienbaum auf. Anstatt aber mit seiner treuen holsteinischen Garde unter dem Kommando von David Reinhold von Sievers gegen die Aufrührer vorzugehen, zögerte er zu lange. So konnten ihn die Aufrührer gefangen nehmen und zur Unterzeichnung einer Thronentsagungsakte zwingen.

„… in der kurzen Zeit meiner absoluten Regierung über das russische Reich habe ich erkannt, dass meine Kräfte einer solchen Last nicht gewachsen sind … Ich erkläre ohne Zwang und feierlich vor dem russischen Reich und der ganzen Welt, dass ich der Regierung auf Lebzeiten entsage … Peter, Herzog von Holstein“

Anschließend wurde der Gefangene in das Landhaus Ropscha bei Sankt Petersburg gebracht, wo er am 6. Julijul. / 17. Juli 1762greg. unter ungeklärten Umständen starb. In einigen Quellen wird Alexei Orlow, der Bruder von Katharinas Liebhaber, des Mordes an Peter III. beschuldigt. Dabei diente ein Brief von Orlow an Katharina II. lange Zeit als Indiz; dieser Brief ist allerdings nicht im Original erhalten und seine angebliche Abschrift wird nach neueren linguistischen Untersuchungen als eine Fälschung angesehen. Andere sprechen von einem natürlichen Tod. Inwieweit Katharina II. etwas mit einer möglichen Ermordung zu tun hat, lässt sich nicht mehr eindeutig klären. Während einige Historiker annehmen, dass die Gebrüder Orlow auf eigene Faust gehandelt hatten, bezichtigen andere Katharina der Mitwisserschaft oder sehen sie sogar als mögliche Auftraggeberin des Mordes.
Am 8. Julijul. / 19. Juli 1762greg. wurde Peter im Alexander-Newski-Kloster aufgebahrt. Tausende Russen aus allen Schichten zogen mehrere Tage am Sarg vorbei. Nach seinem Regierungsantritt 1796 ließ sein Sohn Paul den Leichnam exhumieren und mit allen Ehren in der Peter-und-Paul-Kathedrale beisetzen.

## Würdigung

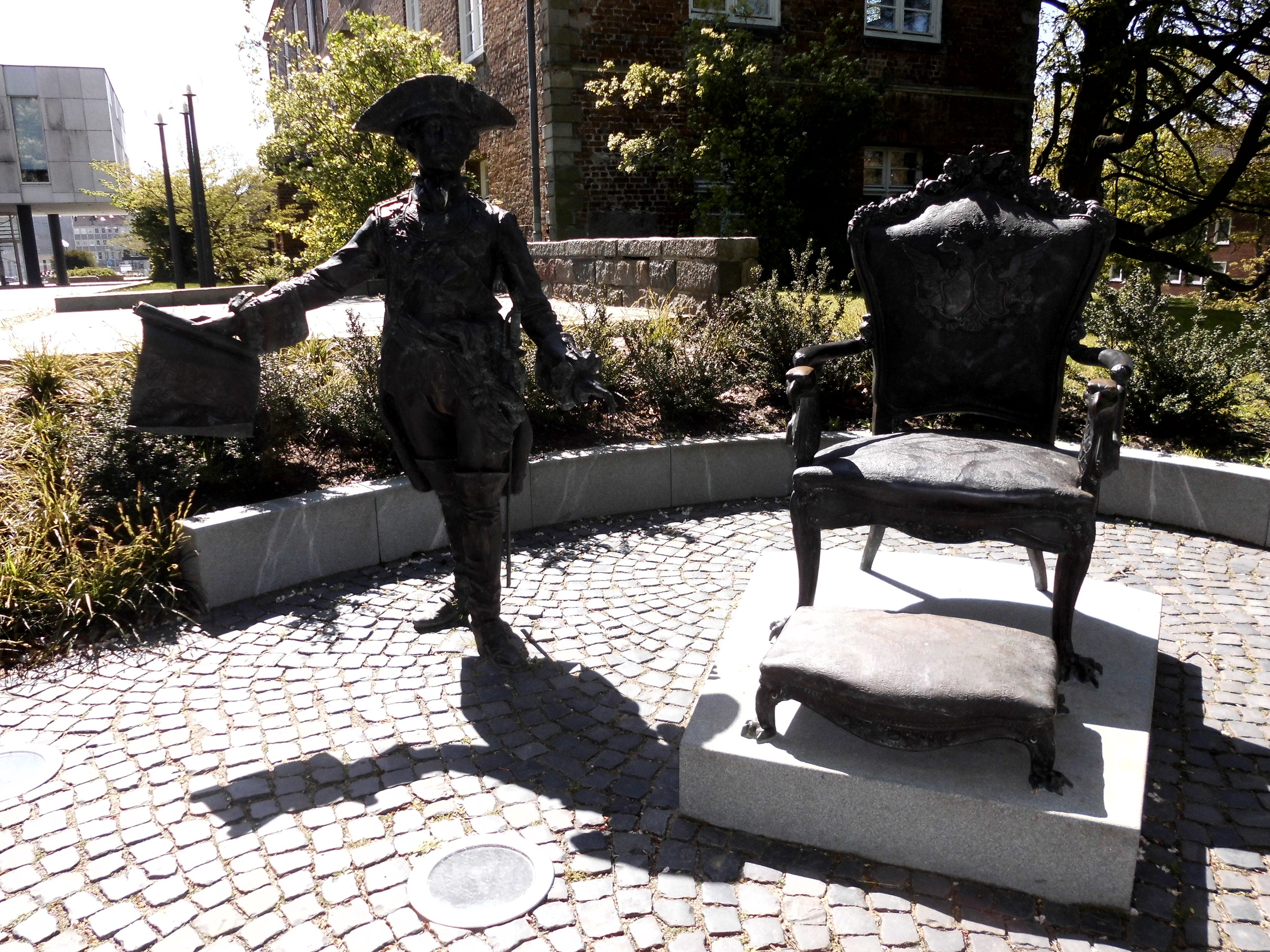
Zar Peter III. vor dem Kieler Schloss (A. M. Taratynow, 2014). Er trägt in seiner rechten Hand eine Urkundenrolle mit den Begriffen „Frieden“, auf Russisch „Mir“, die Jahreszahl 1762 sowie seinen Namenszug auf Deutsch und Russisch. Der Abstand zu seinem Thron symbolisiert das vorzeitige Ende seiner Herrschaft.

Historiker haben das durch die Zeitgenossen Katharinas gezeichnete negative Bild Peters lange Zeit weitgehend übernommen, so etwa Kljutschewski und die meisten westlichen Historiker, die den Zaren als schwärmerischen Wirrkopf betrachteten, der letztlich zum Wohle Russlands habe gestürzt werden müssen. Andere Historiker, wie etwa Alexander S. Mylnikow in Russland und Elena Palmer in Deutschland, lehnen dieses negative Bild in neuerer Zeit entschieden ab und bezeichnen Peter wegen seiner Reformprojekte als umsichtig regierenden Herrscher und fortschrittlichen Reformer.
Am 13. Juni 2014 wurde vor dem Kieler Schloss ein Denkmal für Zar Peter III. enthüllt. Das Bronzestandbild schuf der russische Künstler Alexander Taratynow.

## Literatur

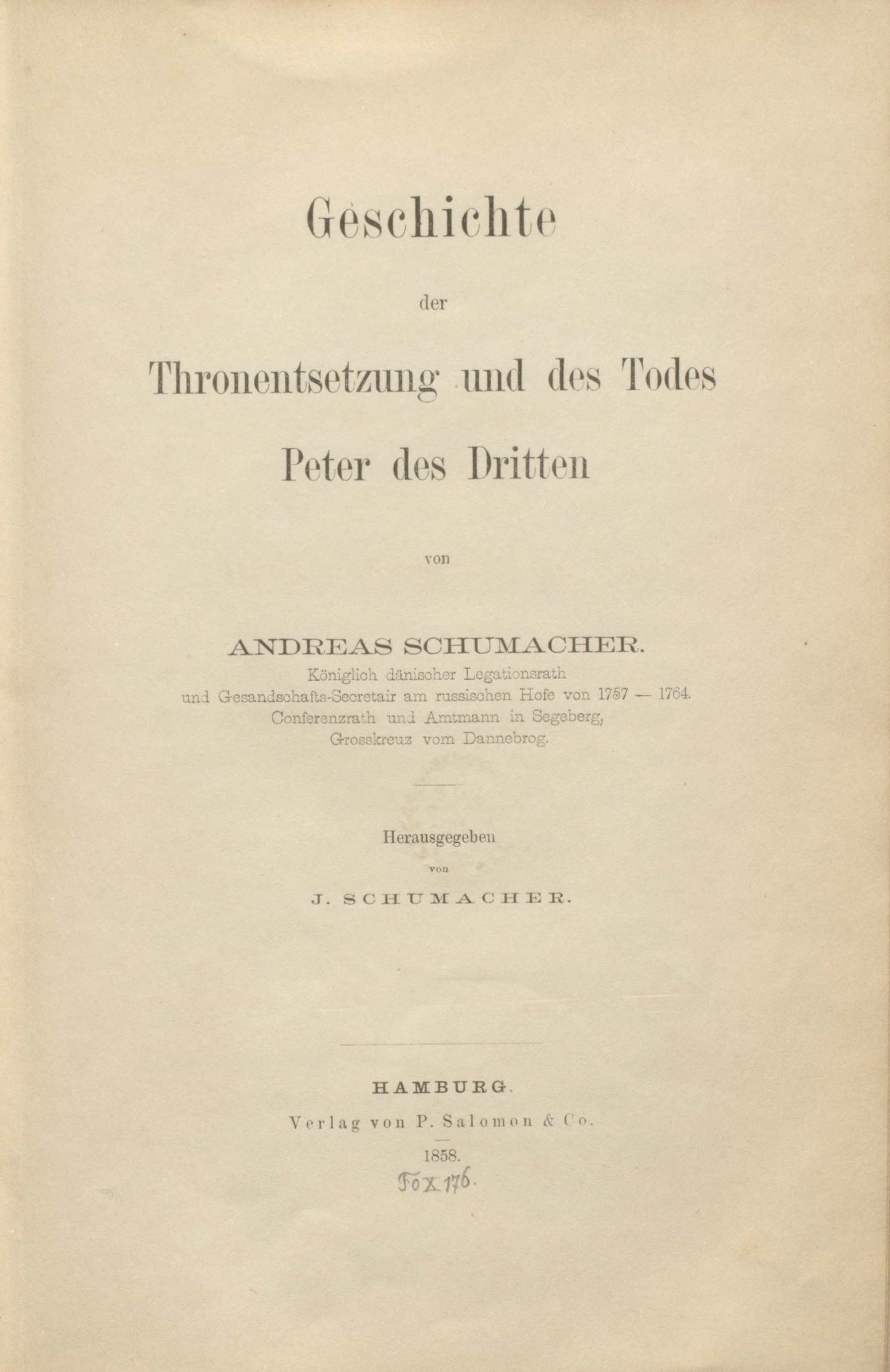
Andreas Schumacher: Geschichte der Thronentsetzung und des Todes Peter des Dritten. 1858 (postum von einem Enkel herausgegeben)

## Vorfahren
| Christian Albrecht (Schleswig-Holstein-Gottorf)       | Christian Albrecht (Schleswig-Holstein-Gottorf)       | Christian Albrecht (Schleswig-Holstein-Gottorf)       | Christian Albrecht (Schleswig-Holstein-Gottorf)       | Christian Albrecht (Schleswig-Holstein-Gottorf)       | Christian Albrecht (Schleswig-Holstein-Gottorf)       |  |  | Friederike Amalie von Dänemark                        | Friederike Amalie von Dänemark                        | Friederike Amalie von Dänemark                        | Friederike Amalie von Dänemark                        | Friederike Amalie von Dänemark                        | Friederike Amalie von Dänemark                        |  |  | Karl XI. (König von Schweden)                                        | Karl XI. (König von Schweden)                                        | Karl XI. (König von Schweden)                                        | Karl XI. (König von Schweden)                                        | Karl XI. (König von Schweden)                                        | Karl XI. (König von Schweden)                                        |  |  | Ulrike Eleonore (Königin von Schweden)                 | Ulrike Eleonore (Königin von Schweden)                 | Ulrike Eleonore (Königin von Schweden)                 | Ulrike Eleonore (Königin von Schweden)                 | Ulrike Eleonore (Königin von Schweden)                 | Ulrike Eleonore (Königin von Schweden)                 |  |  | Alexei I. (Russischer Zar)                              | Alexei I. (Russischer Zar)                              | Alexei I. (Russischer Zar)                              | Alexei I. (Russischer Zar)                              | Alexei I. (Russischer Zar)                              | Alexei I. (Russischer Zar)                              |  |  | Natalja Kirillowna Naryschkina    | Natalja Kirillowna Naryschkina    | Natalja Kirillowna Naryschkina    | Natalja Kirillowna Naryschkina    | Natalja Kirillowna Naryschkina    | Natalja Kirillowna Naryschkina    |  |  | Samuil Skawronski                    | Samuil Skawronski                    | Samuil Skawronski                    | Samuil Skawronski                    | Samuil Skawronski                    | Samuil Skawronski                    |  |  | Elisabeth Moritz | Elisabeth Moritz | Elisabeth Moritz | Elisabeth Moritz | Elisabeth Moritz | Elisabeth Moritz |
| Christian Albrecht (Schleswig-Holstein-Gottorf)       | Christian Albrecht (Schleswig-Holstein-Gottorf)       | Christian Albrecht (Schleswig-Holstein-Gottorf)       | Christian Albrecht (Schleswig-Holstein-Gottorf)       | Christian Albrecht (Schleswig-Holstein-Gottorf)       | Christian Albrecht (Schleswig-Holstein-Gottorf)       |  |  | Friederike Amalie von Dänemark                        | Friederike Amalie von Dänemark                        | Friederike Amalie von Dänemark                        | Friederike Amalie von Dänemark                        | Friederike Amalie von Dänemark                        | Friederike Amalie von Dänemark                        |  |  | Karl XI. (König von Schweden)                                        | Karl XI. (König von Schweden)                                        | Karl XI. (König von Schweden)                                        | Karl XI. (König von Schweden)                                        | Karl XI. (König von Schweden)                                        | Karl XI. (König von Schweden)                                        |  |  | Ulrike Eleonore (Königin von Schweden)                 | Ulrike Eleonore (Königin von Schweden)                 | Ulrike Eleonore (Königin von Schweden)                 | Ulrike Eleonore (Königin von Schweden)                 | Ulrike Eleonore (Königin von Schweden)                 | Ulrike Eleonore (Königin von Schweden)                 |  |  | Alexei I. (Russischer Zar)                              | Alexei I. (Russischer Zar)                              | Alexei I. (Russischer Zar)                              | Alexei I. (Russischer Zar)                              | Alexei I. (Russischer Zar)                              | Alexei I. (Russischer Zar)                              |  |  | Natalja Kirillowna Naryschkina    | Natalja Kirillowna Naryschkina    | Natalja Kirillowna Naryschkina    | Natalja Kirillowna Naryschkina    | Natalja Kirillowna Naryschkina    | Natalja Kirillowna Naryschkina    |  |  | Samuil Skawronski                    | Samuil Skawronski                    | Samuil Skawronski                    | Samuil Skawronski                    | Samuil Skawronski                    | Samuil Skawronski                    |  |  | Elisabeth Moritz | Elisabeth Moritz | Elisabeth Moritz | Elisabeth Moritz | Elisabeth Moritz | Elisabeth Moritz |
|                                                       |                                                       |                                                       |                                                       |                                                       |                                                       |  |  |                                                       |                                                       |                                                       |                                                       |                                                       |                                                       |  |  |                                                                      |                                                                      |                                                                      |                                                                      |                                                                      |                                                                      |  |  |                                                        |                                                        |                                                        |                                                        |                                                        |                                                        |  |  |                                                         |                                                         |                                                         |                                                         |                                                         |                                                         |  |  |                                   |                                   |                                   |                                   |                                   |                                   |  |  |                                      |                                      |                                      |                                      |                                      |                                      |  |  |                  |                  |                  |                  |                  |                  |
|                                                       |                                                       |                                                       |                                                       |                                                       |                                                       |  |  |                                                       |                                                       |                                                       |                                                       |                                                       |                                                       |  |  |                                                                      |                                                                      |                                                                      |                                                                      |                                                                      |                                                                      |  |  |                                                        |                                                        |                                                        |                                                        |                                                        |                                                        |  |  |                                                         |                                                         |                                                         |                                                         |                                                         |                                                         |  |  |                                   |                                   |                                   |                                   |                                   |                                   |  |  |                                      |                                      |                                      |                                      |                                      |                                      |  |  |                  |                  |                  |                  |                  |                  |
| Christian August (Fürstbischof des Hochstifts Lübeck) | Christian August (Fürstbischof des Hochstifts Lübeck) | Christian August (Fürstbischof des Hochstifts Lübeck) | Christian August (Fürstbischof des Hochstifts Lübeck) | Christian August (Fürstbischof des Hochstifts Lübeck) | Christian August (Fürstbischof des Hochstifts Lübeck) |  |  | Friedrich IV. (Herzog von Schleswig-Holstein-Gottorf) | Friedrich IV. (Herzog von Schleswig-Holstein-Gottorf) | Friedrich IV. (Herzog von Schleswig-Holstein-Gottorf) | Friedrich IV. (Herzog von Schleswig-Holstein-Gottorf) | Friedrich IV. (Herzog von Schleswig-Holstein-Gottorf) | Friedrich IV. (Herzog von Schleswig-Holstein-Gottorf) |  |  | Hedwig Sophia von Schweden (Herzogin von Schleswig-Holstein-Gottorf) | Hedwig Sophia von Schweden (Herzogin von Schleswig-Holstein-Gottorf) | Hedwig Sophia von Schweden (Herzogin von Schleswig-Holstein-Gottorf) | Hedwig Sophia von Schweden (Herzogin von Schleswig-Holstein-Gottorf) | Hedwig Sophia von Schweden (Herzogin von Schleswig-Holstein-Gottorf) | Hedwig Sophia von Schweden (Herzogin von Schleswig-Holstein-Gottorf) |  |  |                                                        |                                                        |                                                        |                                                        |                                                        |                                                        |  |  |                                                         |                                                         |                                                         |                                                         |                                                         |                                                         |  |  | Peter I. (Kaiser von Russland)    | Peter I. (Kaiser von Russland)    | Peter I. (Kaiser von Russland)    | Peter I. (Kaiser von Russland)    | Peter I. (Kaiser von Russland)    | Peter I. (Kaiser von Russland)    |  |  | Katharina I. (Kaiserin von Russland) | Katharina I. (Kaiserin von Russland) | Katharina I. (Kaiserin von Russland) | Katharina I. (Kaiserin von Russland) | Katharina I. (Kaiserin von Russland) | Katharina I. (Kaiserin von Russland) |  |  |                  |                  |                  |                  |                  |                  |
| Christian August (Fürstbischof des Hochstifts Lübeck) | Christian August (Fürstbischof des Hochstifts Lübeck) | Christian August (Fürstbischof des Hochstifts Lübeck) | Christian August (Fürstbischof des Hochstifts Lübeck) | Christian August (Fürstbischof des Hochstifts Lübeck) | Christian August (Fürstbischof des Hochstifts Lübeck) |  |  | Friedrich IV. (Herzog von Schleswig-Holstein-Gottorf) | Friedrich IV. (Herzog von Schleswig-Holstein-Gottorf) | Friedrich IV. (Herzog von Schleswig-Holstein-Gottorf) | Friedrich IV. (Herzog von Schleswig-Holstein-Gottorf) | Friedrich IV. (Herzog von Schleswig-Holstein-Gottorf) | Friedrich IV. (Herzog von Schleswig-Holstein-Gottorf) |  |  | Hedwig Sophia von Schweden (Herzogin von Schleswig-Holstein-Gottorf) | Hedwig Sophia von Schweden (Herzogin von Schleswig-Holstein-Gottorf) | Hedwig Sophia von Schweden (Herzogin von Schleswig-Holstein-Gottorf) | Hedwig Sophia von Schweden (Herzogin von Schleswig-Holstein-Gottorf) | Hedwig Sophia von Schweden (Herzogin von Schleswig-Holstein-Gottorf) | Hedwig Sophia von Schweden (Herzogin von Schleswig-Holstein-Gottorf) |  |  |                                                        |                                                        |                                                        |                                                        |                                                        |                                                        |  |  |                                                         |                                                         |                                                         |                                                         |                                                         |                                                         |  |  | Peter I. (Kaiser von Russland)    | Peter I. (Kaiser von Russland)    | Peter I. (Kaiser von Russland)    | Peter I. (Kaiser von Russland)    | Peter I. (Kaiser von Russland)    | Peter I. (Kaiser von Russland)    |  |  | Katharina I. (Kaiserin von Russland) | Katharina I. (Kaiserin von Russland) | Katharina I. (Kaiserin von Russland) | Katharina I. (Kaiserin von Russland) | Katharina I. (Kaiserin von Russland) | Katharina I. (Kaiserin von Russland) |  |  |                  |                  |                  |                  |                  |                  |
|                                                       |                                                       |                                                       |                                                       |                                                       |                                                       |  |  |                                                       |                                                       |                                                       |                                                       |                                                       |                                                       |  |  |                                                                      |                                                                      |                                                                      |                                                                      |                                                                      |                                                                      |  |  |                                                        |                                                        |                                                        |                                                        |                                                        |                                                        |  |  |                                                         |                                                         |                                                         |                                                         |                                                         |                                                         |  |  |                                   |                                   |                                   |                                   |                                   |                                   |  |  |                                      |                                      |                                      |                                      |                                      |                                      |  |  |                  |                  |                  |                  |                  |                  |
|                                                       |                                                       |                                                       |                                                       |                                                       |                                                       |  |  |                                                       |                                                       |                                                       |                                                       |                                                       |                                                       |  |  |                                                                      |                                                                      |                                                                      |                                                                      |                                                                      |                                                                      |  |  |                                                        |                                                        |                                                        |                                                        |                                                        |                                                        |  |  |                                                         |                                                         |                                                         |                                                         |                                                         |                                                         |  |  |                                   |                                   |                                   |                                   |                                   |                                   |  |  |                                      |                                      |                                      |                                      |                                      |                                      |  |  |                  |                  |                  |                  |                  |                  |
|                                                       |                                                       |                                                       |                                                       |                                                       |                                                       |  |  |                                                       |                                                       |                                                       |                                                       |                                                       |                                                       |  |  |                                                                      |                                                                      |                                                                      |                                                                      |                                                                      |                                                                      |  |  | Karl Friedrich (Herzog von Schleswig-Holstein-Gottorf) | Karl Friedrich (Herzog von Schleswig-Holstein-Gottorf) | Karl Friedrich (Herzog von Schleswig-Holstein-Gottorf) | Karl Friedrich (Herzog von Schleswig-Holstein-Gottorf) | Karl Friedrich (Herzog von Schleswig-Holstein-Gottorf) | Karl Friedrich (Herzog von Schleswig-Holstein-Gottorf) |  |  | Anna Petrowna (Herzogin von Schleswig-Holstein-Gottorf) | Anna Petrowna (Herzogin von Schleswig-Holstein-Gottorf) | Anna Petrowna (Herzogin von Schleswig-Holstein-Gottorf) | Anna Petrowna (Herzogin von Schleswig-Holstein-Gottorf) | Anna Petrowna (Herzogin von Schleswig-Holstein-Gottorf) | Anna Petrowna (Herzogin von Schleswig-Holstein-Gottorf) |  |  | Elisabeth (Kaiserin von Russland) | Elisabeth (Kaiserin von Russland) | Elisabeth (Kaiserin von Russland) | Elisabeth (Kaiserin von Russland) | Elisabeth (Kaiserin von Russland) | Elisabeth (Kaiserin von Russland) |  |  |                                      |                                      |                                      |                                      |                                      |                                      |  |  |                  |                  |                  |                  |                  |                  |
|                                                       |                                                       |                                                       |                                                       |                                                       |                                                       |  |  |                                                       |                                                       |                                                       |                                                       |                                                       |                                                       |  |  |                                                                      |                                                                      |                                                                      |                                                                      |                                                                      |                                                                      |  |  | Karl Friedrich (Herzog von Schleswig-Holstein-Gottorf) | Karl Friedrich (Herzog von Schleswig-Holstein-Gottorf) | Karl Friedrich (Herzog von Schleswig-Holstein-Gottorf) | Karl Friedrich (Herzog von Schleswig-Holstein-Gottorf) | Karl Friedrich (Herzog von Schleswig-Holstein-Gottorf) | Karl Friedrich (Herzog von Schleswig-Holstein-Gottorf) |  |  | Anna Petrowna (Herzogin von Schleswig-Holstein-Gottorf) | Anna Petrowna (Herzogin von Schleswig-Holstein-Gottorf) | Anna Petrowna (Herzogin von Schleswig-Holstein-Gottorf) | Anna Petrowna (Herzogin von Schleswig-Holstein-Gottorf) | Anna Petrowna (Herzogin von Schleswig-Holstein-Gottorf) | Anna Petrowna (Herzogin von Schleswig-Holstein-Gottorf) |  |  | Elisabeth (Kaiserin von Russland) | Elisabeth (Kaiserin von Russland) | Elisabeth (Kaiserin von Russland) | Elisabeth (Kaiserin von Russland) | Elisabeth (Kaiserin von Russland) | Elisabeth (Kaiserin von Russland) |  |  |                                      |                                      |                                      |                                      |                                      |                                      |  |  |                  |                  |                  |                  |                  |                  |
|                                                       |                                                       |                                                       |                                                       |                                                       |                                                       |  |  |                                                       |                                                       |                                                       |                                                       |                                                       |                                                       |  |  |                                                                      |                                                                      |                                                                      |                                                                      |                                                                      |                                                                      |  |  |                                                        |                                                        |                                                        |                                                        |                                                        |                                                        |  |  |                                                         |                                                         |                                                         |                                                         |                                                         |                                                         |  |  |                                   |                                   |                                   |                                   |                                   |                                   |  |  |                                      |                                      |                                      |                                      |                                      |                                      |  |  |                  |                  |                  |                  |                  |                  |
|                                                       |                                                       |                                                       |                                                       |                                                       |                                                       |  |  |                                                       |                                                       |                                                       |                                                       |                                                       |                                                       |  |  |                                                                      |                                                                      |                                                                      |                                                                      |                                                                      |                                                                      |  |  |                                                        |                                                        |                                                        |                                                        | Peter III. (Kaiser von Russland)                       |                                                        |  |  |                                                         |                                                         |                                                         |                                                         |                                                         |                                                         |  |  |                                   |                                   |                                   |                                   |                                   |                                   |  |  |                                      |                                      |                                      |                                      |                                      |                                      |  |  |                  |                  |                  |                  |                  |                  |

## Filme
Streaming-Serie "The Great", 2020: Die satirische Serie zeigt in 2 Staffeln auf unorthodoxe Weise den Weg von Katharina der Großen (Elle Fanning) zur Macht im Russland des 18. Jahrhunderts. Peter III wird von Nicholas Hoult verkörpert.